# Saint-Gilles-de-Crétot
 Saint-Gilles-de-Crétot  es una población y comuna francesa, en la región de Alta Normandía, departamento de Sena Marítimo, en el distrito de Rouen y cantón de Caudebec-en-Caux.

## Demografía
| 184 | 188 | 182 | 194 | 253 | 268 |
| Para los censos de 1962 a 1999 la población legal corresponde a la población sin duplicidades (Fuente: INSEE [Consultar]) |     |     |     |     |     |